# 彩虹蛋糕
彩虹蛋糕（英語：Rainbow cake）或彩虹饼干（Rainbow cookie）通常是指一种三层且为杏仁味的意大利风味糕点。

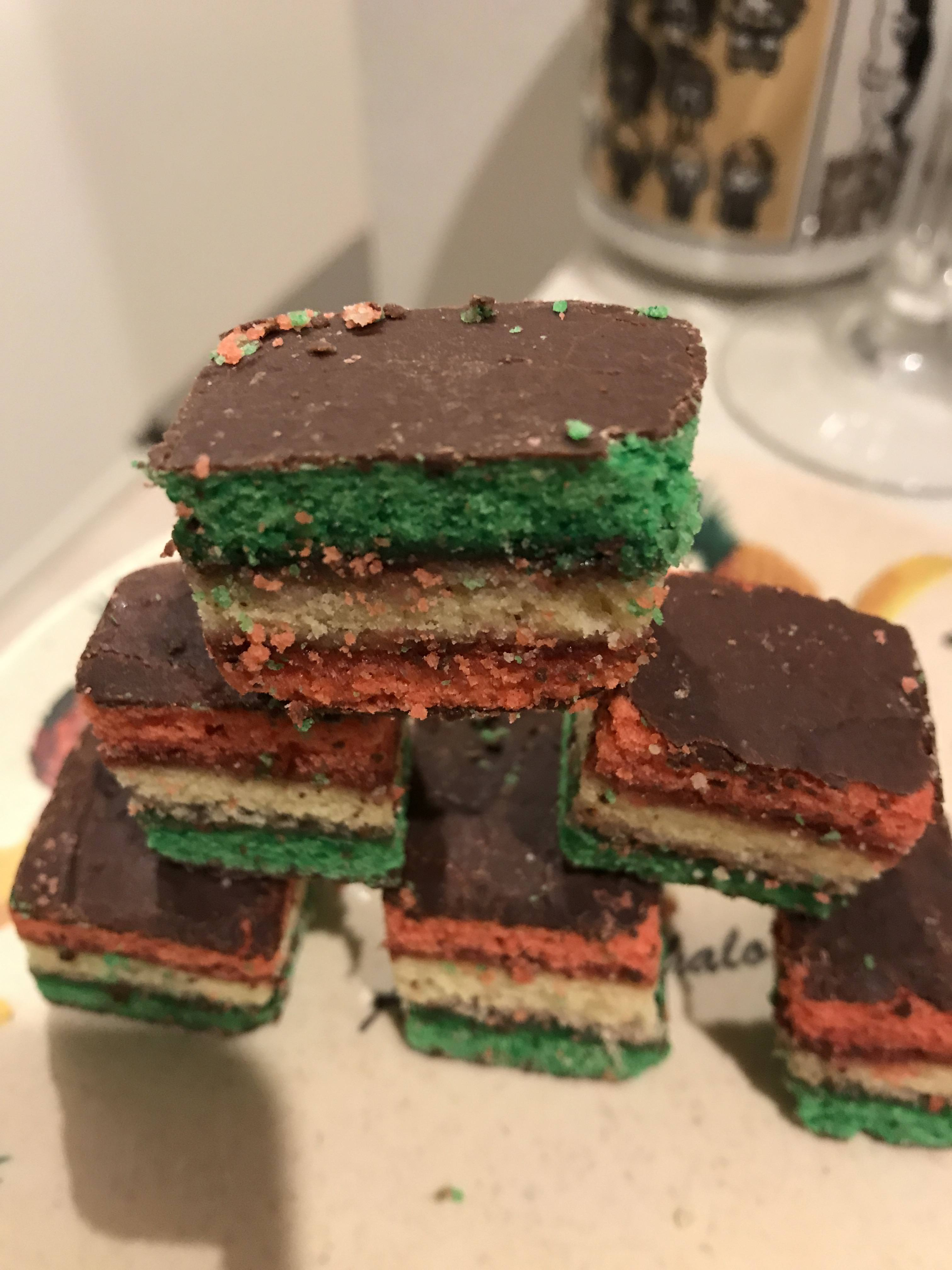
彩虹蛋糕

## 特征
彩虹饼干通常由多层色彩鲜艳的杏仁海绵蛋糕（通常是杏仁糊/杏仁糖）、杏子和覆盆子果酱以及巧克力涂层构成。它们通常被称为“饼干”，不过其成分更接近于千层蛋糕或小蛋糕。通常彩虹饼干由[意大利国旗]]的颜色—白色、红色和绿色—所組成，而在特定节日时，彩虹饼干层的颜色可能会有所不同。

## 历史
彩虹饼干最早是在19世纪末或20世纪初由纽约的意大利风味面包店推出的，后来传播到其他美国意大利裔社区。彩虹饼干在圣诞节特别受欢迎。

### 在犹太社区中
彩虹饼干在犹太人社区中很受欢迎，在美国各地（尤其是美国东北部）的犹太熟食店、犹太餐馆和犹太面包店很常見。20世纪初，来自东欧的大量犹太难民定居纽约市，他们通常定居在之前意大利人聚居的区域，正是在这个时候，美国犹太人开始接触彩虹饼干。
彩虹饼干在安息日早晨以及全国各地的犹太教堂里都会供应。逾越节期间也会制作彩虹饼干，是用无酵饼粉或杏仁粉制作的（因为这个节日期间禁止人们製作需要发酵的食品）。
犹太裔美国人根据自己的饮食习惯对这种饼干进行了改良，用人造黄油代替了原来使用的黄油（使它们成为中性饼干）。其他颜色变化可能包括蓝色和白色，而不是传统的彩虹色，以庆祝光明节，也代指以色列国旗。